# Rolf Scherenberg
Rolf Scherenberg (27 maggio 1897 – 10 giugno 1961) è stato un generale tedesco della Wehrmacht durante la seconda guerra mondiale.

## Biografia
Dopo aver combattuto nell'esercito imperiale tedesco la prima guerra mondiale, nel secondo conflitto nella Wehrmacht ottenne la croce di cavaliere dell'Ordine della Croce di Ferro.
Scherenberg si arrese all'Armata rossa nel corso dell'offensiva russa nell'area dell'Alta Slesia nel maggio del 1945. Giudicato colpevole di crimini di guerra, venne trattenuto prigioniero dai russi sino all'ottobre del 1955 quando venne liberato. Tornato in Germania, morì nel 1961.